# فريد ستولر
فريد ستولر (بالإنجليزية: Fred Stoller)‏ هو كاتب وممثل أمريكي، ولد في 19 مارس 1958 بشيكاغو في الولايات المتحدة.

## أعمال

### أفلام
- (2009) موسم صيد 2

### مسلسلات
- ماني الحرفاني

## وصلات خارجية
- فريد ستولر على موقع IMDb (الإنجليزية)
- فريد ستولر على موقع ميوزك برينز (الإنجليزية)
- فريد ستولر على موقع قاعدة بيانات الفيلم (الإنجليزية)